# Фудбалски савез Ирана
Фудбалски савез Ирана (ФСИ) је организација која управља фудбалом у Ирану са седиштем у Техерану. Основан 1920. године, одговоран је за све аспекате аматерских и професионалних утакмица у земљи. Од 1948. године, члан је ФИФА-е, а касније и АФК-а.

## Чланство
| Органицација | Члан од | Напомене |
| ------------ | ------- | -------- |
| ФИФА         | 1948.   | Н/Д      |
| АФК          | 1958.   | Н/Д      |